# 鸡血藤

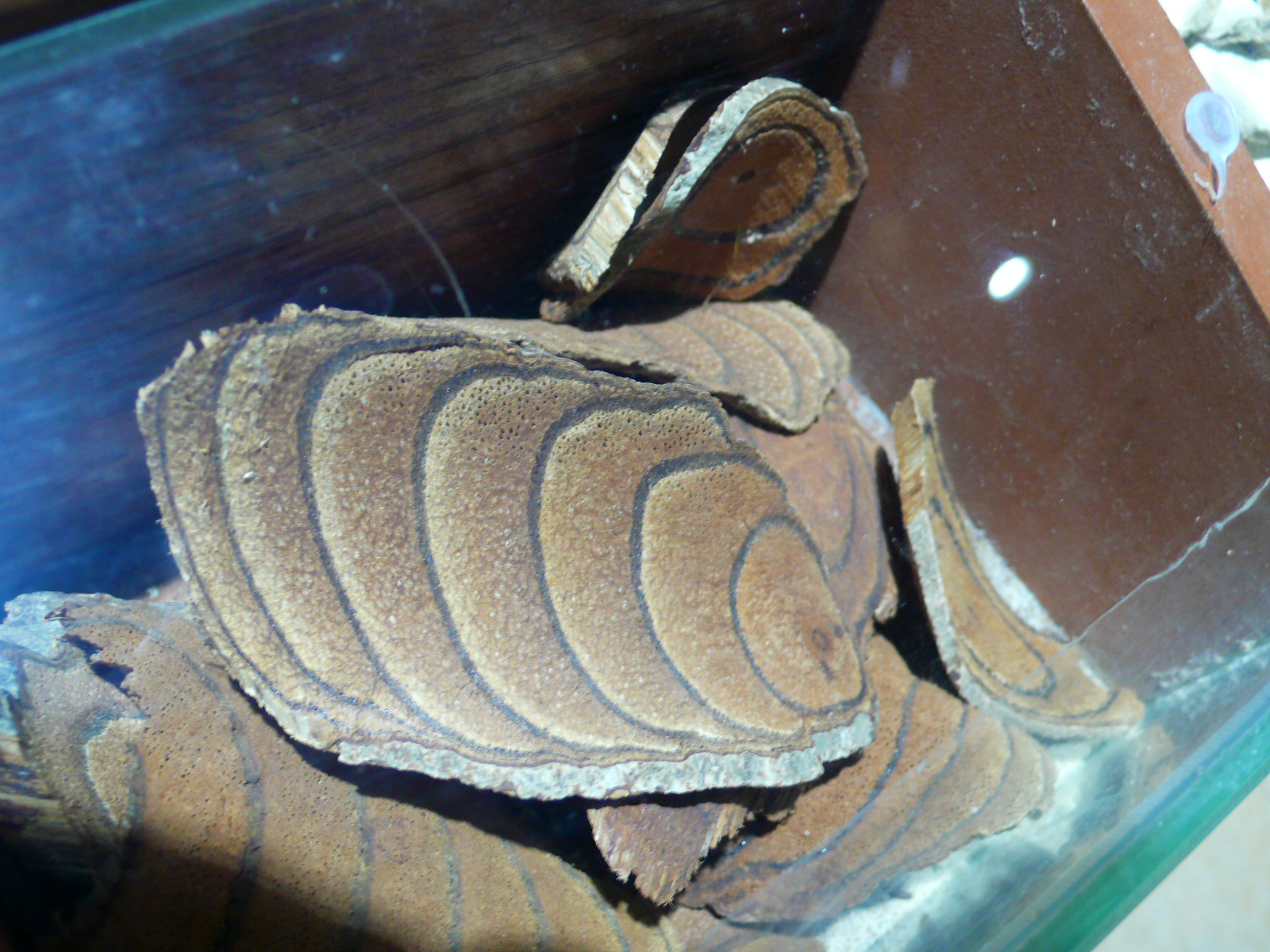

鸡血藤为中药材中活血化瘀的一种，史载于《本草纲目拾遗》，有行血补血，调经，舒经活络的功效，其药用来源为豆科植物密花豆的藤茎。本品苦、微甘，温。归肝、肾经。
鸡血藤的主要产地是中国的广东、广西、云南省区，多数都是秋冬两季采收，并除去枝叶，切成片或段，晒干。

## 药用

### 性状
鸡血藤呈圆柱形。外表面为灰棕色，在栓皮脱落的地方呈红褐色，并有纵沟。其横切面可见木部淡红色，小孔洞不规则排列，皮部内测有树脂状分泌物呈现红褐色或黑棕色，最明显的药材特点是其与木部相间相间排列呈偏心性半圆形的环。有髓，小，且偏向一侧。质地坚实，不易折断，折断面会有不整齐的列片状。气微，味涩。

### 功效与主治
- 行血补血、调经：可以用来治疗月经不调，痛经，闭经等症，常与中药当归、川芎、香附配伍。
- 舒筋活络：本品为治疗经脉不畅，络脉不和病症的常用药。
- 老人氣血虛弱，手足麻木、癱瘓。
- 放射線引起白血球下降本品有良效。

### 成分与药理作用
- 化学成分：鸡血藤主要是含有异黄酮了化合物如刺芒柄花素、大豆黄素，以及三萜类化合物如表木栓醇、木栓酮等以及甾体类成分如油菜甾醇、鸡血藤醇等。
- 药理作用：鸡血藤对心血管系统的影响可以扩张血管、降低血管阻力、增加器官血流量。对免疫系统有双向调节的作用，以及抗肿瘤的效果，除此之外尚有抗早孕的功效。

### 用法与用量
煎服，10-30g。或浸酒服用，或熬膏服用。

## 外部連結
- 白花油麻藤 Baihuayoumateng（页面存档备份，存于） 藥用植物圖像數據庫 (香港浸會大學中醫藥學院) （中文）（英文）
- 雞血藤 中藥材圖像數據庫  (香港浸會大學中醫藥學院) （中文）（英文）
- 雞血藤 Ji Xue Teng（页面存档备份，存于） 中藥標本數據庫 (香港浸會大學中醫藥學院) （繁體中文）（英文）